# Ska Keller
Franziska Maria Keller (n. 22 noiembrie 1981, Guben, Brandenburg, Germania) este o politiciană germană, membră a Parlamentului European din partea Bündnis 90/Die Grünen.